# Alvin Alcorn
Pour les articles homonymes, voir Alcorn.
Alvin Alcorn (Alvin Elmore Alcorn) est un trompettiste de jazz américain né le 7 septembre 1912 à La Nouvelle-Orléans et mort le 17 juillet 2003 dans cette même ville.

## Biographie
Enfant, ses frères l'initient à la trompette et à la théorie musicale.
Il commence sa carrière comme « musicien de pupitre  » dans des big bands de swing. À partir de 1937, il apparait comme soliste dans des orchestres de dixieland de La Nouvelle-Orléans : chez Paul Barbarin, Louis Cotrell, George Lewis…
En 1956, il s'installe à Los Angeles et joue pendant deux ans dans le « Kid Ory's Creole Jazz Band ». De retour en Louisiane, il exerce divers métiers (décorateur, etc.). Il continue cependant à jouer au sein de formations locales tout en faisant parfois des tournées (par exemple, en 1978, en Europe avec Chris Barber). Actif jusqu'à un âge avancé, il décède en 2003.

## Repères discographiques
- 1952-53 : Sounds of New Orleans, Vol. 5 (Storyville)
- 1969 : Live at Earthquake McGoon's, Vol. 1 (GHB)
- 1969 : Live at Earthquake McGoon's, Vol. 2 (GHB)
- 1976 : New Orleans Jazz Brunch (Sandcastle)
- 1994 : Gay Paree Stompers (American Music)
- 2002 : Alvin Alcorn and His New Orleans Jazz Band (New Orleans)